# Houdancourt
Houdancourt és un municipi francès, situat al departament de l'Oise i a la regió dels Alts de França. L'any 2007 tenia 542 habitants.

## Demografia

### Població
El 2007 la població de fet de Houdancourt era de 542 persones. Hi havia 192 famílies de les quals 36 eren unipersonals (8 homes vivint sols i 28 dones vivint soles), 48 parelles sense fills, 100 parelles amb fills i 8 famílies monoparentals amb fills.
La població ha evolucionat segons el següent gràfic:
Habitants censats

### Habitatges
El 2007 hi havia 216 habitatges, 194 eren l'habitatge principal de la família, 5 eren segones residències i 17 estaven desocupats. Tots els 216 habitatges eren cases. Dels 194 habitatges principals, 175 estaven ocupats pels seus propietaris, 18 estaven llogats i ocupats pels llogaters i 1 estava cedit a títol gratuït; 3 tenien dues cambres, 25 en tenien tres, 54 en tenien quatre i 111 en tenien cinc o més. 123 habitatges disposaven pel capbaix d'una plaça de pàrquing. A 70 habitatges hi havia un automòbil i a 109 n'hi havia dos o més.

### Piràmide de població
La piràmide de població per edats i sexe el 2009 era:
| Homes | Edats   | Dones |
| ----- | ------- | ----- |
| 0     | 95 o +  | 0     |
| 0     | 90 a 94 | 0     |
| 0     | 85 a 89 | 0     |
| 4     | 80 a 84 | 4     |
| 4     | 75 a 79 | 8     |
| 4     | 70 a 74 | 8     |
| 12    | 65 a 69 | 16    |
| 8     | 60 a 64 | 4     |
| 12    | 55 a 59 | 12    |
| 20    | 50 a 54 | 28    |
| 32    | 45 a 49 | 28    |
| 20    | 40 a 44 | 24    |
| 16    | 35 a 39 | 24    |
| 20    | 30 a 34 | 20    |
| 12    | 25 a 29 | 8     |
| 24    | 20 a 24 | 16    |
| 16    | 15 a 19 | 20    |
| 24    | 10 a 14 | 16    |
| 12    | 5 a 9   | 32    |
| 12    | 0 a 4   | 4     |

## Economia
El 2007 la població en edat de treballar era de 380 persones, 284 eren actives i 96 eren inactives. De les 284 persones actives 263 estaven ocupades (138 homes i 125 dones) i 20 estaven aturades (11 homes i 9 dones). De les 96 persones inactives 34 estaven jubilades, 39 estaven estudiant i 23 estaven classificades com a «altres inactius».

### Ingressos
El 2009 a Houdancourt hi havia 210 unitats fiscals que integraven 587 persones, la mediana anual d'ingressos fiscals per persona era de 22.060 €.

### Activitats econòmiques
Dels 13 establiments que hi havia el 2007, 1 era d'una empresa de fabricació d'altres productes industrials, 5 d'empreses de construcció, 3 d'empreses de comerç i reparació d'automòbils, 2 d'empreses de transport, 1 d'una entitat de l'administració pública i 1 d'una empresa classificada com a «altres activitats de serveis».
Dels 6 establiments de servei als particulars que hi havia el 2009, 1 era un taller de reparació d'automòbils i de material agrícola, 1 paleta, 3 guixaires pintors i 1 fusteria.
L'únic establiment comercial que hi havia el 2009 era una botiga d'equipament de la llar.
L'any 2000 a Houdancourt hi havia 6 explotacions agrícoles.

## Equipaments sanitaris i escolars
El 2009 hi havia una escola elemental integrada dins d'un grup escolar amb les comunes properes formant una escola dispersa.

## Poblacions més properes
El següent diagrama mostra les poblacions més properes.